# Рязанцева Наталя Борисівна
Наталія Борисівна Рязанцева  (рос. Наталия Борисовна Рязанцева; 27 жовтня 1938, Москва, РРФСР, СРСР — 10 січня 2023) — радянський і російський кінодраматург, сценарист, професор ВДІКу. Заслужений діяч мистецтв РРФСР (1987).

## Життєпис
Закінчила сценарний факультет Всесоюзного державного інституту кінематографії (1962). Літературну діяльність почала в 1949 р.
З 1988 року викладає на Вищих курсах сценаристів і режисерів (ВКСР).
З 1996 року веде сценарну майстерню у ВДІКу. Професор ВДІКу.
Перша дружина Геннадія Шпаликова. Вдова кінорежисера і сценариста Іллі Авербаха (1934—1986).

## Фільмографія
- Знялася в епізоді фільму Марлена Хуцієва «Застава Ілліча» / «Мені двадцять років» (1964).
- Брала участь у документальних фільмах і телевізійних передачах про життя і творчість Кіри Муратової, Геннадія Шпалікова, Іллі Авербаха, Валентина Єжова та інших діячів кіномистецтва.

Кіносценарист:
- «Крила» (1966, у співавт. з В. Єжовим)
- «Особисте життя Кузяєва Валентина» (1967)
- «Холодно — гаряче» (1971)
- «Довгі проводи» (1971)
- «Відкрита книга» (1973, у співавт. з В. Каверіним)
- «Чужі листи» (1975)
- «Червона квіточка» (1977, за казкою С. Аксакова)
- «Портрет дружини художника» (1981)
- «Батьківський день» (1981, к/м),
- «Голос» (1982)
- «Я не вмію приходити вчасно» (1983, к/м)
- «Букет мімози й інші квіти» (1984)
- «Дымъ» (рос.) (1992, 3 с., за романом І. С. Тургенєва «Дим»)
- «Ніхто не хотів їхати» (1994, к/м)
- «Я вільний, я нічий» (1994)
- «Власна тінь» (2000, у співавт. з Марією Шептуновою)
- «Акме» (2008)
- «Вогні притону» (2011, за повістю Г. Гордона) та ін.